# فرينغتون دانيلز
فرينغتون دانيلز (بالإنجليزية: Farrington Daniels)‏ (و. 1889 – 1972 م) هو مهندس، وفيزيائي، وكيميائي من الولايات المتحدة الأمريكية . ولد في مينيابوليس (مينيسوتا) . شارك في مشروع مانهاتن .وكان عضواً في الأكاديمية الأمريكية للفنون والعلوم .
توفي في ماديسون (مقاطعة دان) ، عن عمر يناهز 83 عاماً.

## التعليم
تعلم في جامعة هارفارد، في تخصص كيمياء فيزيائية، وتحصل منها على دكتوراه في الفلسفة، وجامعة مينيسوتا

## مناصب وهيئات
أدار جامعة ويسكونسن-ماديسون.

## جوائز
حصل على جوائز منها:
- قلادة بريستلي (1957)
- جائزة جيبس ويلارد [الإنجليزية]‏
- زمالة غوغنهايم.

## روابط خارجية
- فرينغتون دانيلز على موقع IMDb (الإنجليزية)